# Associação Atlética Paraisense
A Associação Atlética Paraisense (acrónimo: AAP) é um clube esportivo brasileiro sediada na cidade de São Sebastião do Paraíso, no estado de Minas Gerais. Manda seus jogos no Estádio Comendador João Alves de Figueiredo, com capacidade para 3.000 pessoas.

## História
A agremiação foi fundada no dia 5 de março de 1919, pelo coronel Alfredo Serra Júnior, popularmente conhecido como Dr. Serrinha. Em 1956, foi vice-campeão do Módulo II, perdendo para o Valeriodoce na final, com destaque para dois pênaltis desperdiçados do jogador Mingo. Durante a década de 1980, ganhou destaque ao enfrentar várias equipes da primeira divisão do Campeonato Mineiro e Paulista. Em 1989, conquistou uma vaga inédita à primeira divisão após um empate descrito como emocionante com o Ipiranga de Manhuaçu, para depois ser vice-campeão.
Disputou a primeira divisão por três anos consecutivos: em 1990 e 1991 terminando na 8° colocação, e 1992, terminando na 15° colocação. Em 1995, sagrou-se vice-campeão do Módulo II, atrás do Rio Branco de Andradas. Em 1996, na sua última participação no Módulo I, terminou na 12° colocação. Em 2001, sagrou-se campeão da terceira divisão estadual.
Após bons tempos, a Paraisense viveu estado de abandono. Uma visão terrível para os seus torcedores que viram o mau estado de conservação das arquibancadas, muros que cercam o estádio, principalmente na lateral na rua que dá acesso aos armazéns do extinto IBC. Uma parte do muro ao lado dos vestiários, de frente para a Rua Delmira Figueiredo Westin estava  inclinado, com ameaça de desabamento.
A partir de 2013 a equipe da Paraisense tentou se reerguer, mas sem sucesso, e se licenciou novamente.

## Títulos
| ESTADUAIS | ESTADUAIS                       | ESTADUAIS | ESTADUAIS  |
|           | Competição                      | Títulos   | Temporadas |
| --------- | ------------------------------- | --------- | ---------- |
|           | Campeonato Mineiro - 2ª Divisão | 1         | 2001       |